# Ahmed Saleh
Ahmed Saleh (em árabe: أحمد علي عبد الله صالح الأحمر; 25 de julho de 1972) é o filho mais velho do antigo presidente iemenita Ali Abdullah Saleh e era considerado o sucessor de seu pai no poder, embora nunca teria sido eleito. Ele também é conhecido por uma grande soma de corrupção em toda a capital. Por exemplo, tomou posse ilegal de uma série de propriedades sem pagamento ou permissão dos antigos proprietários. Durante os protestos de 2011, quando seu pai partiu para tratamento médico na Arábia Saudita, Ahmed foi informalmente colocado no comando da elite dos Guardas Republicanos. Ele não tem cargo eletivo ou constitucional no Iêmen. Sob sua autoridade, as forças de segurança mataram mais de 100 pessoas em menos de 5 dias na capital iemenita, Sanaa, durante setembro de 2011.